# Калінін Петро Захарович
Петро Захарович Калінін (25 січня 1902, хутір Ольховики Вітебської губернії, тепер Глибоцького району Вітебської області, Білорусь — 12 грудня 1966, місто Мінськ, тепер Білорусь) — радянський партійний діяч, 2-й секретар ЦК КП(б) Білорусії, заступник голови Ради міністрів Білоруської РСР. Депутат Верховної ради Білоруської РСР 1—3-го і 5-го скликань. Депутат Верховної Ради СРСР 2—4-го скликань.

## Біографія
Народився в селянській родині. До 1924 року працював у господарстві батька та за наймом на сезонних роботах.
З 1924 до 1926 року служив у Червоній армії.
З 1926 року — на господарській та партійній роботі в Сиротинському районі Вітебської області Білоруської РСР. Учасник проведення колективізації в Білорусії та масового розкуркулювання.
Член ВКП(б) з 1928 року.
У 1937 році закінчив Республіканську школу пропагандистів при ЦК КП(б) Білорусії.
У 1938—1939 роках — завідувач сільськогосподарського відділу ЦК КП(б) Білорусії. 
До грудня 1939 року — заступник народного комісара землеробства Білоруської РСР.
З вересня до жовтня 1939 року — голова Тимчасового управління міста Ліда Новогрудського воєводства Західної Білорусі.
29 листопада 1939 — жовтень 1940 року — 1-й секретар Вілейського обласного комітету КП(б) Білорусії.
У 1940—1941 роках — слухач Вищої школи партійних організаторів при ЦК ВКП(б).
У травні 1941 — 2 вересня 1944 року — 2-й секретар ЦК КП(б) Білорусії.
Учасник німецько-радянської війни. З 1941 року — член Військової Ради 21-ї армії. До квітня 1942 року — заступник начальника Штабу партизанського руху при Військовій раді Західного фронту.
9 вересня 1942 — 1944 року — начальник Білоруського Штабу партизанського руху.
У вересні 1944 — 13 грудня 1948 року — 1-й секретар Гродненського обласного комітету КП(б) Білорусії.
У грудні 1948 — 1951 року — заступник голови Ради міністрів Білоруської РСР.
У 1951—1953 роках — міністр радгоспів Білоруської РСР.
У 1953—1958 роках — міністр дорожнього та транспортного господарства Білоруської РСР.
У 1958—1959 роках — міністр хлібопродуктів Білоруської РСР.
З квітня 1959 року — радник Ради міністрів Білоруської РСР; персональний пенсіонер.
Автор книги «Партизанська республіка».
Помер 12 грудня 1966 року в Мінську. Похований на Східному цвинтарі.

## Звання
- полковник
- генерал-майор (1943)

## Нагороди
- два ордени Леніна
- Орден Суворова І ступеня (15.08.1944)
- Орден Вітчизняної війни І ступеня
- Орден Трудового Червоного Прапора
- Медаль «Партизанові Вітчизняної війни» І і ІІ ступенів
- Медаль «За оборону Москви»
- Медаль «За перемогу над Німеччиною у Великій Вітчизняній війні 1941—1945 рр.»
- Хрест Грюнвальда II ступеня (Польща)
- інші нагороди